# The Comsat Angels
Die Comsat Angels waren eine englische Alternative-Rock- und Post-Punk-Band aus Sheffield, England, die von 1978 bis 1995 aktiv war. Ihre Musik wurde von der Fachpresse als abstrakte Popsongs mit spärlicher Instrumentierung beschrieben, von denen viele düster und voller Herzschmerz wären. Ihnen wurde auch ein Einfluss auf spätere Post-Punk Revival Bands wie Editors und Interpol zugeschrieben. Die Comsat Angels tourten viel in Großbritannien und Westeuropa und zweimal durch die Vereinigten Staaten. Ihre Musik wurde seit 1995 von verschiedenen Plattenlabeln umfassend neu aufgelegt und neu zusammengestellt.

## Geschichte
Die Band wählte ihren Namen nach einer Kurzgeschichte von James Graham Ballard, The Comsat Angels. Die ursprüngliche Besetzung (von 1978 bis 1992) bestand aus Stephen Fellows (Gesang, Gitarre), Mik Glaisher (Schlagzeug), Kevin Bacon (Bass) und Andy Peake (Keyboard).
Die Comsat Angels debütierten 1979 mit ihrer Single, Red Planet die sie im Eigenvertrieb unter Junta-Records veröffentlichten. Der A&R Musikmanager Frank Neilson von Polydor bot der Band daraufhin einen Vertrag über drei Alben an. Diese ersten drei Alben, Waiting for a Miracle (1980), das auch die Single Independence Day – den wohl bekanntesten Song der Band enthielt – sowie die Alben, Sleep No More (1981) und Fiction (1982) werden als ihre besten Alben angesehen.
In ihren frühen Jahren teilte die Gruppe die Bühnen mit Bands wie Siouxsie and the Banshees, Yellow Magic Orchestra, Depeche Mode, U2 (plus einer 18-tägigen Tournee im Jahr 1981), Captain Beefheart, The Sound, Wall of Voodoo und Gang of Four.

### AlsThe C.S. Angelsin den USA
1982 schrieb die US-amerikanische Firma, Communications Satellite Corporation eine Reihe von Briefen an das Management der Band, in denen es hieß, dass das Wort Comsat in Amerika ein eingetragenes Warenzeichen sei und die Gruppe keine Befugnis habe, den Namen zu verwenden. Auch wenn der Name Comsat Angels eigentlich aus der Kurzgeschichte Ballards stammte, sah sich die Band in Folge von Klageandrohungen in den USA gezwungen, hier unter dem Namen The C.S. Angels aufzutreten, um ihre Platten in den USA zu veröffentlichen. 1987 trat die Band auch einmal in Sheffield, England, unter dem Namen The Headhunters auf.

### Jive-Jahre
Trotz der ersten Erfolge entsprachen die ersten drei Alben nicht den Erwartungen von Polydor, sodass die Plattenfirma die Band aus dem Vertrag entließ. Sie unterschrieben dann bei Jive Records und nahmen das Album Land (1983) auf, das einen kommerzielleren, New-Wave orientierten Sound hatte. Das Album enthielt auch die Single, Will You Stay Tonight, die im US-Radio Erfolg hatte und 1983 in den britischen Charts Platz 81 erreichte. Nach diesem Erfolg wurde auch der Titel Independence Day neu aufgelegt und erreichte 1984 Platz 71 im Vereinigtes Königreich. Das fünfte Album, 7 Day Weekend (1985) folgte einem eher Pop orientierten Trend. Das Album scheiterte in den Charts und Jive Records ließ die Band fallen. Die Single, I'm Falling aus diesem Album wurde in dem Film Real Genius mit Val Kilmer verwendet. Der Film brachte nie ein offizielles Soundtrack-Album heraus, verschaffte aber so der Band ein größeres Publikum.

### Wechsel des Labels
Die Band fand in dem britischen Musiker, Robert Palmer, der sich zu diesem Zeitpunkt in den 1980er Jahren auf dem Höhepunkt seiner Popularität befand, einen Fan und Unterstützer. Palmer verhalf den Comsat Angels zu einem Vertrag mit Island Records und fungierte als ausführender Musikproduzent für ihr nächstes Album, Chasing Shadows (1986), bei dem er sogar den Song You'll Never Know sang. Die Musik dieses Albums wird als die Rückkehr der Band zu ihren dunklen, grüblerischen Wurzeln angesehen.

### Änderung des Namens inDream Command
Für das Nachfolgealbum überredeten sie Island Records, ihnen den Bau eines eigenen Studios zu gestatten. Die Band beschloss, die nächste Aufnahme von Fire on the Moon (1990) auch in den USA zu veröffentlichen. Für diese Platte änderte die Gruppe ihren Namen in Dream Command, wahrscheinlich auch auf Druck ihrer Plattenfirma und der Communications Satellite Corporation.
Aber weder die Band noch ihre Plattenfirma waren mit dem Album zufrieden, das nur in geringen Stückzahlen in den USA und den Niederlanden veröffentlicht wurde. Sie veröffentlichten unter diesem Namen auch die Single, Celestine traten nie live unter diesem Namen auf. Nur wenige Menschen wussten überhaupt davon, bis das die Comsat Angels in der Rubrik des britischen Q-Magazin: Where Are They Now? erwähnt wurden. Danach benutzte die Band wieder Comsat Angels als Bandnamen.

### Zweiter Wechsel des Labels
1990 rekrutierten sie den Musiker Nick Robinson aus Sheffield als zusätzlichen Gitarristen. Dies war ein weiterer Wendepunkt für die Band, da sie sich daran machte, neues Material in Eigenregie zu schreiben und aufzunehmen und das Material schließlich bei Cherry Red Records (RPM) und Caroline Records in den USA zu veröffentlichen. Das Album wurde dann als Time Considered as a Helix of Semi-Precious Stones veröffentlicht (Der Titel stammt aus einer Kurzgeschichte von Samuel R. Delany).
RPM veröffentlichte auch die Single, Driving und das Album, My Mind's Eye, im Jahr 1992. Das Album wurde in den USA unter dem Bandnamen C.S. Angels mit zwei Bonustracks veröffentlicht. Die Musikpresse lobte das Album und zitierte mehrere aktuelle Shoegaze-Bands wie Curve und Catherine Wheel, die vom Sound der Comsat Angels beeinflusst wurden. In der Rezension vom Melody Maker Magazin hieß es:

„My Mind's Eye, könnte auch von Geistern aufgenommen worden sein, so gewandt ist die Herangehensweise der Comsat Angels und so gespenstisch ist ihre gequälte Zurückhaltung (...) Die schleppende Basslinie und jedes eisige Gitarrenfragment hat seinen Platz, eine Reinheit und eine Leidenschaft, die einen erschauern lässt (...) Im Herzen ihres rasenden Hagelsturms liegt Steve Fellows strafender Bariton. Der Mann klingt, als sänge er aus einem Waggon des Seelenzugs in der Hölle, voller Schweiß und Sorge, während die Songs um ihn herum wüten, als wollten sie eine Schuld eintreiben.“

RPM veröffentlichte auch eine Sammlung von Radiosessions mit dem Titel Unravelled vor der Veröffentlichung des letzten Studioalbums der Band, The Glamour, im Jahr 1995. The Glamour war das erste Studioalbum mit den neuen Mitgliedern Simon Anderson an der Gitarre und Terry Todd am Schlagzeug nach dem Ausstieg von Kevin Bacon. Bacon hatte die Band verlassen, um sich auf die Produktionsarbeit im Axis-Studio in Sheffield zu konzentrieren.
Die Band, The Comsat Angels lösten sich Ende 1995 auf.

### Andere Projekte
Fellows veröffentlichte 1997 ein Instrumental Album, Mood X. Im selben Jahr begann er auch die Band Gomez zu managen und arbeitete an einem weiteren Soloalbum. Im Januar 2020 veröffentlichte er das Album Slow Glass. Der Rest der The Comsat Angels gruppierte sich Ende der 1990er Jahre unter dem Namen Soup mit dem Sänger Peter Hope neu, löste sich aber bald wieder auf. Ihr einziges Album Condensed wurde 1998 mit dem Produzenten John Wills von Loop aufgenommen, aber erst 2012 veröffentlicht.[25] Peake gründete später das Duo Lost Garden.[7][26]

### Kurze Reformation
Am 26. April 2009 traten die Comsat Angels im Rahmen des Sensoria-Musikfestivals in der O2 Academy in Sheffield erneut auf. Sie spielten Stücke aus ihren ersten drei Alben, darunter auch das von vielen als ihr Meisterwerk angesehene Sleep No More. Die Band absolvierte im Oktober 2009 eine UK-Tournee durch drei Städte (Glasgow, Manchester und London), gefolgt von einer speziellen Hometown-Show im Plug in Sheffield am 11. Dezember 2010.

## Diskografie
Alben
- 1980: Waiting for a Miracle
- 1981: Sleep No More
- 1982: Fiction
- 1983: Land
- 1985: 7 Day Weekend
- 1986: Chasing Shadows
- 1982: Time Considered as a Helix of Semi-Precious Stones, The BBC Sessions 1979 - 1984
- 1992: My Minds Eye
- 1994: Unravelled
- 1995: The Glamour